# Odontorrhynchus castillonii
Odontorrhynchus castillonii är en orkidéart som först beskrevs av Lucien Leon Hauman, och fick sitt nu gällande namn av Maevia Noemi Correa. Odontorrhynchus castillonii ingår i släktet Odontorrhynchus och familjen orkidéer. Inga underarter finns listade i Catalogue of Life.